# Каробио дели Анджели
Каро̀био дели А̀нджели (на италиански: Carobbio degli Angeli; на ломбардски: Carobe di Angel, Каробе ди Анджел) е община в Северна Италия, провинция Бергамо, регион Ломбардия. Административен център на общината е градче Каробио (Carobbio), което е разположено е на 232 m надморска височина. Населението на общината е 4701 души (към 2017 г.).